# 金碚
金碚（1950年4月—），出生于上海，籍贯江苏吴江，中华人民共和国经济学家，中国社会科学院学部委员，现任郑州大学商学院院长。